# Crossostomus chilensis
Crossostomus chilensis es una especie de pez de la familia de los Zoarcidae en el orden de los perciformes.

## Morfología
Los machos pueden llegar a alcanzar los 22 cm de longitud total.

## Hábitat
Es un pez de mar y de aguas profundas que vive entre 438-548 m de profundidad.

## Distribución geográfica
Se encuentra desde el sur de Chile, y a lo largo de la Tierra del Fuego, hasta la Isla de los Estados Argentina.

## Observaciones
Es inofensivo para los humanos. 